# Tom Jones (cantante)
Sir Thomas Jones Woodward, meglio noto come Tom Jones (Pontypridd, 7 giugno 1940), è un cantante britannico.
Tom Jones è considerato un'icona nel mondo della musica e uno degli artisti più famosi e di successo della storia; ha venduto oltre 100 milioni di dischi in tutto il mondo. Considerato uno delle più grandi voci del XX e del XXI secolo, è anche noto per la sua longevità artistica, caratteristica che lo rende uno dei performer più apprezzati al mondo.
Grande successo internazionale hanno ottenuto diversi suoi singoli tra cui Delilah, It's Not Unusual, Green Green Grass of Home e Sex Bomb.
Con circa 100 milioni di copie vendute, Tom Jones è stimato essere uno degli artisti più venduti della storia della musica.
Le sue performance dinamiche e la sua prestanza fisica, oltre alla sua voce potente e robusta, hanno fatto diventare l’artista un fenomeno di massa di proporzioni globali. Negli anni il cantante ha interpretato 36 brani che sono giunti top 40 della Official Singles Chart (classifica del Regno Unito).
Tra gli anni sessanta e i primi anni settanta, oltre ad essere uno dei cantanti internazionali più affermati, Tom Jones è un vero e proprio sex symbol. Il suo vestire attillato, le camicie sbottonate e l'atteggiarsi sul palcoscenico lo hanno reso una vera e propria attrazione per il pubblico femminile. Non a caso in diversi suoi concerti si sono registrate frequentemente scene di isteria delle fans che, in più occasioni, hanno lanciato sul palco biancheria intima.

## Biografia

### La nascita e i primi anni di vita
Thomas John Woodward nasce il 7 giugno 1940 a Pontypridd, una cittadina di minatori nel sud del Galles, da una famiglia di umili origini.
Il padre di Tom Jones si chiama Thomas Woodward e, per mantenere la sua famiglia, lavora duramente come minatore nelle miniere della Rhondda Valley, distante circa otto chilometri da casa, mentre sua mamma Freda Jones è una casalinga.
Viste le sue abilità canore, riconosciutegli anche dal mondo degli adulti, sin da piccolo Tom Jones inizia a cantare in chiesa, nelle riunioni di famiglia, durante i matrimoni e nel coro della scuola.
Tuttavia, all'età di 12 anni si ammala di tubercolosi e, pertanto, è costretto a trascorrere i due anni successivi a letto, in convalescenza. In questo periodo della sua vita ha comunque modo, da una parte, di avvicinarsi ancora di più al mondo della musica ascoltandola, e dall'altra, di allontanarsi da un possibile futuro come minatore.
Al futuro cantante non piace la scuola e lo sport, ama divertirsi, cantare e corteggiare quella che poi diventerà la sua unica moglie, Melinda Rose Trenchard. Il 2 marzo 1957, all'età di soli 16 anni, decide di sposarsi con Melinda dalla quale, a distanza di un mese dal matrimonio, avrà il figlio Mark .
Prima di intraprendere ufficialmente la carriera musicale nel 1963, decide di abbandonare prematuramente gli studi e, per mantenere la sua giovane famiglia, inizia a fare lavori di vario genere durante il giorno; prima come operaio in una fabbrica di guanti, poi come muratore e, infine, come venditore porta a porta.
Di sera, invece, inizia a esibirsi nei pub e nei locali da ballo del sud del Galles, fortemente influenzato dal Rock n’ Roll, dal Country blues, dal Gospel e da alcuni loro interpreti: Elvis Presley, Jerry Lee Lewis, Little Richard, Big Bill Broonzy, Solomon Burke e Mahalia Jackson, su tutti.

### Carriera musicale

#### 1963-1964: Gli inizi
Nel 1963 Tom Jones inizia a farsi conoscere meglio, con lo pseudonimo di Tommy Scott, diventando frontman del gruppo musicale Tommy Scott and The Senators, un gruppo beat con il quale comincia a farsi conoscere nella sua zona sud del Galles. Importante ricordare che questi primi attimi di carriera sono legati anche alla difficoltà di Tom Jones nel trovare delle case discografiche disponibili a registrare: il cantante gallese è considerato sessualmente trasgressivo ed esplicito, anche per via di alcuni atteggiamenti che teneva sul palcoscenico, in parte ispirati a Elvis Presley. Analogo problema (temporaneo) si ripresenterà nuovamente più avanti nella sua carriera, quando si avvicinerà al mondo televisivo.
Dopo svariati concerti ed esibizioni in giro per il Galles, nel 1964, la potente voce di Tom Jones viene notata da quello che poi sarà il suo futuro manager: Gordon Mills, ex cantante dei Viscounts. Quest'ultimo convincerà l'intero gruppo musicale a trasferirsi a Londra, in quanto città in grado di offrire maggior visibilità e migliori opportunità di business musicale. In questo primo momento dell'esperienza londinese Tom e i membri del suo gruppo vivono in un appartamento di due stanze nel West London: vitto e alloggio sono forniti direttamente da Gordon Mills, che nel frattempo cerca di ottenere un contratto discografico. Sempre in questo periodo, è lo stesso Gordon Mills a suggerire a Tom Jones di utilizzare un nome d'arte unendo il suo soprannome al cognome della madre (Jones, appunto). Nel frattempo, anche il gruppo musicale Tommy Scott and The Senators cambia nome: The Playboys, prima; The Squires, poi.
Di lì a poco, nell'estate del 1964, Tom Jones e il suo gruppo si recano presso la Decca Records per registrare un primo singolo che, però, avrà poca gloria: Chills And Fever, accreditato solamente a “Tom Jones”.

#### 1965-1966: L'inizio del successo
Nonostante lo scarso successo della prima produzione, la perseveranza del manager e del gruppo saranno poi premiate con il secondo singolo: It's Not Unusual, la cui canzone scritta dallo stesso manager Gordon Mills e da Les Reed era stata offerta da Sandie Shaw. Uscito nel febbraio 1965, in poco meno di un mese il singolo diventa una hit internazionale, raggiungendo il primo posto nella hit parade del Regno Unito ed entrando nella top ten degli Stati Uniti. Il successo di questa hit arriva anche in Italia dove tale canzone viene cantata da Little Tony, con il titolo Non è normale.
Visto l'immediato successo conquistato con il suo secondo singolo, per cavalcare l'onda viene pubblicato il primo album dal titolo Along Came Tom Jones e, sempre nel 1965, viene incisaThunderball, canzone della colonna sonora dell'omonimo film di James Bond interpretato da Sean Connery. Il suo successo internazionale è confermato anche con il singolo What's New Pussycat?, che arriva primo in Canada, terzo nella Billboard Hot 100 e decimo nei Paesi Bassi.
Visti i successi ottenuti in questa annata, in piena "British invasion", Tom Jones viene premiato con un Grammy Award come cantante rivelazione dell'anno.
L'anno seguente, siamo 1966, ispirato da una versione country di Jerry Lee Lewis, Tom Jones incide un altro singolo di grande successo, Green Green Grass of Home che, proprio in quell'anno, arriva primo nel Regno Unito (per la sua seconda volta in carriera), riscuotendo altrettanto successo anche negli Stati Uniti, Irlanda, Norvegia, Austria e Paesi Bassi. A partire dal 1966, inoltre, nasce una buona e lunga amicizia tra Tom Jones, Elvis Presley e sua moglie Priscilla: i due cantanti si sono incontrati per la prima volta, proprio in quell'anno, negli studi della Paramount mentre la leggenda del Rock n' Roll registrava il film Paradise Hawaiian Style.

#### 1967-1972: La consacrazione, Las Vegas e i primi tour internazionali
Nel 1967 debutta a Las Vegas, presso il Flamingo; il sodalizio con la Sin City dura ormai da cinquant'anni, nel corso dei quali ha avuto modo di esibirsi nei principali casinò del luogo. Oltre alla voce prorompente, il cantante gallese porta con sé un'innata sensualità e un impatto carismatico particolarmente evidente nelle sue performance live; non a caso, nel giro di poco tempo diventa uno dei primi sex symbol di quegli anni.
Tra i suoi più grandi successi di questo periodo si ricordano le seguenti canzoni: Delilah, Detroit City, I'll Never Fall In Love Again, Help Yourself, Love Me Tonight e Without Love, tutte pubblicate tra il 1967 e il 1969. Nonostante l'enorme successo ottenuto con il singolo Delilah, allo stesso tempo, numerose sono le proteste per il suo testo che parlava di infedeltà e omicidio.
Oltre che per la produzione di canzoni, per Tom Jones il 1969 rappresenta l'anno del suo esordio in uno show televisivo a lui dedicato: This Is Tom Jones, una serie televisiva che, fino al 1971, viene trasmessa dalla ABC negli Stati Uniti e dalla ITV nel Regno Unito e che ospiterà diversi personaggi illustri tra cui Aretha Franklin, Stevie Wonder, Ray Charles e Joe Cocker. Grazie a questa serie tv Tom Jones viene addirittura candidato a un Golden Globe come migliore attore.
Con l'inizio degli anni settanta la presenza di Tom Jones in America è sempre più costante tanto per il suddetto show televisivo, che infatti viene registrato tra Londra e Los Angeles, quanto per i suoi tour e concerti. Non a caso, è proprio in questo periodo, nel quale la fama e la notorietà di Tom Jones sono ai massimi livelli internazionali, che il suo grande amico e ammiratore Elvis Presley, tornato ad esibirsi dal vivo dopo un lungo periodo di pausa, mutuerà in parte alcuni degli atteggiamenti che il cantante gallese adottava quando si esibiva sul palco. Alla fine del 1970 le vendite dei dischi di Tom Jones superano già i 30 milioni di dischi; il cantante gallese, oltre ad essere un'attrazione nei concerti, dove si registrano frequentemente scene di isteria da parte del pubblico femminile, è anche diventato un personaggio televisivo popolare.
Trasferitosi definitivamente in America nel 1974, anche per questioni fiscali, altri importanti canzoni di questa prima parte degli anni settanta sono: Daughter Of Darkness, She's A Lady, Till e The New Mexican Puppeteer.

#### 1973-1989: Dal declino alla rinascita
Con l'avvicinarsi della metà degli anni settanta si assiste a un lento declino della popolarità di Tom Jones, dopo quasi un decennio di alti livelli. Nonostante questa flessione, nel 1976 riesce comunque a ottenere un grande successo con la canzone Say You'll Stay Until Tomorrow, che gli permette di conquistare la vetta della classifiche americane. In questi anni la sua carriera è fortemente incentrata nei locali di Las Vegas e il altre performance live e ciò a discapito della produzione discografica che, appunto, rallenta in maniera evidente.
Sempre in questo periodo di declino, i dottori diagnosticano a Tom Jones dei polipi alle corde vocali. Dopo l'operazione, per la quale il cantante temeva di dover terminare la carriera musicale, Tom Jones ha dovuto rimettersi in gioco cantando nei night club. In questo periodo e con gli inizi degli anni ottanta, si dedica alla musica country, tuttavia i suoi pezzi non vengono pubblicati in Europa.
Il 29 luglio 1986 il manager di Tom Jones, Gordon Mills, muore di cancro; nel suo ruolo subentra direttamente Mark Woodward, il figlio di Tom Jones, il quale si impegna subito nel trovare uno stile e delle sonorità più moderni e aderenti allo stile degli anni ottanta: è fondamentale, ora, dopo un periodo di silenzio e di declino, rilanciare e rinnovare la figura del cantante. I più importanti successi di Tom Jones in questo decennio, infatti, sono concentrati proprio dal 1987 in avanti: nell'aprile di quest'anno il cantante gallese torna nelle posizioni più alte delle classifiche (secondo in quella inglese) con A Boy From Nowhere brano che, insieme ad altre sue canzoni, è inserito tra le musiche della commedia intitolata Matador.
Alcuni mesi dopo, nel 1988, collabora con il gruppo The Art of Noise - un gruppo techno all'avanguardia - per realizzare una cover del brano Kiss di Prince, il cui successo gli permetterà di ritornare definitivamente popolare anche in Europa. Da qui, Tom Jones intraprende, nuovamente con successo, diverse performance live e nella tv inglese, con lo show The right stuff.
Su iniziativa dei suoi fan, nel 1989 riceve la stella nella Walk of Fame di Hollywood che si trova al 6608 Hollywood Blvd di Los Angeles.

#### 1990-2000: La capacità di adattarsi ai cambiamenti
Il ritorno in grande stile di Tom Jones mostra la sua capacità di adattarsi ai cambiamenti musicali e alle nuove tendenze degli anni novanta. Con l'avvicinarsi del nuovo millennio, infatti, il cantante gallese riesce man mano a entrare nel nuovo circuito generazionale; non a caso, proprio nel 1992, fa una comparsa in una puntata della nota sitcom animata I Simpson. Oltre a una serie di brani inediti, Tom Jones porta dietro con sé varie cover di hit anni sessanta riviste in versione dance, rock o pop, i cui suoni ben si miscelano con la voce del cantante.
Gli anni novanta di Tom Jones, insieme al nuovo millennio, sono inoltre all'insegna di varie collaborazioni con altri cantanti di caratura internazionale. Nel 1991 insieme a Van Morrison, ad esempio, registra l'album Carrying A Torch. L'anno seguente partecipa, insieme ad altri cantanti, al prestigioso festival rock di Glastonbury che gli permette di avere ulteriore visibilità anche nel pubblico più giovane. Mentre nel 1999 con Reload, registra una collezione di collaborazioni coni The Cardigans, Robbie Williams, Zucchero Fornaciari, i The Pretenders. Dall'album viene estratto il popolare brano Sex Bomb che lo vede collaborare con DJ Mousse T. in una versione remix di tale brano. Nel 2000 è invitato dal presidente statunitense Bill Clinton a esibirsi a Washington per i festeggiare l'arrivo del nuovo millennio.

#### 2001-2013
Nel 2001 Tom Jones si esibisce in un tour mondiale spostandosi non solo tra Europa e America, ma andando anche Medio Oriente. Sempre in questa annata, insieme ad altri artisti, Tom Jones è invitato a Modena da Luciano Pavarotti all'ottava edizione dell'evento musicale Pavarotti & Friends. In questa occasione avrà modo di esibirsi duettando insieme al tenore cantando il suo storico successo Delilah.
Nel 2002 viene pubblicato l'album Mr. Jones, nato dalla collaborazione con Wyclef Jean, ex membro dei Fugees. Particolare successo avranno i due singoli Tom Jones International e Black Betty. Sempre nel 2002 e nel 2012 Tom Jones - insieme ad altre star britanniche come Elton John, Paul McCartney e Annie Lennox - presta la sua voce per festeggiare rispettivamente il "Giubileo d'oro" e il "Giubileo di diamante" della Regina d'Inghilterra.
All'inizio del 2003 il cantante gallese vince il Brit Award con il premio "outstanding contribution to music" (straordinario contributo alla musica), riconoscimento attribuito nelle precedenti edizioni ad altri artisti come Sting, U2 e David Bowie.
Sempre in quest'anno esce The definitive Tom Jones: 1964-2002, la più completa raccolta dei successi di Tom Jones, un cofanetto di 4 album che racchiude i successi dal 1964 fino al 2002.
Nel 2004 esce Tom Jones & Jools Holland album in cui il pianoforte è suonato dal noto pianista Holland. L'anno successivo, nel 2005, per festeggiare i suoi 65 anni e i suoi 40 anni di carriera, Tom Jones decide di organizzare un concerto a Pontypridd, città nella quale non si esibiva dal 1964, che riuscirà ad attrarre più di 25 000 fans. Quest'annata rappresenta un momento importante nella vita di Tom Jones poiché viene incoronato cavaliere (Knight Bachelor) dalla Regina d'Inghilterra.
Nel mese di novembre 2008 esce un nuovo album dal titolo 24 Hours, tra i cui singoli suscita particolare interesse l'inedito If He Should Ever Leave You.
Il 26 luglio 2010 esce l'album intitolato Praise & Blame, prodotto da Ethan Johns, composto da 6 singoli inediti e 6 cover, tra le quali anche un singolo di Bob Dylan e che vira verso un rock dal sapore più roots.
Nel 2012 pubblica un nuovo lavoro Spirit in the Room, anch'esso prodotto da Johns, composto da cover e originali e con una maggiore impronta folk del precedente.
Dal 2012 diventa coach del talent show The Voice UK affiancato nelle prime due stagioni 2012-2013 da will.i.am, Jessie J e Danny O'Donoghue.

#### 2014-presente: Tom Jones oggi
Nel 2014 in The Voice UK è affiancato nuovamente da will.i.am ma con l'aggiunta di Kylie Minogue e Ricky Wilson, nel 2015 invece al posto della Minogue ci sarà Rita Ora.
L'8 febbraio 2015 si esibisce con Jessie J durante i Grammy Awards con il brano You've Lost That Lovin' Feelin'.
Nei primi giorni di settembre 2017, a causa di alcuni problemi di salute, Tom Jones decide di spostare nella primavera 2018 un tour autunnale di 17 date negli Stati Uniti.
Nel 2021 pubblica l’album Surrounded by Time, che riscuote consensi sia da parte del pubblico sia da parte della critica.
Nel 2023 intraprende un tour mondiale che tocca gli Stati Uniti, Australia, Nuova Zelanda, Regno Unito e diversi paesi europei.

## Stile e tecnica vocale

### Voce
Tom Jones è considerato all’unanimità come uno dei più grandi interpreti della storia della musica, la sua è una voce baritonale ma molto riconoscibile. Le più importanti caratteristiche della sua voce sono la potenza, il perfetto controllo del vibrato e la sua notevole estensione vocale. Negli ultimi anni il suo registro vocale, come è naturale che sia, si è abbassato rendendo la sua voce più vicina a quella di un basso.

### Stile
Raramente autore delle sue canzoni, tranne taluni casi a partire dagli anni 2000, Tom Jones è sempre stato un artista poliedrico e capace di interpretare una grande varietà di stili.
Nella sua carriera, che dura da oltre sessant’anni, l’artista ha infatti inciso brani pop, rock, country, soul, gospel e altri ancora, talvolta ricevendo anche critiche per la banalità di alcuni testi.

## Attività come attore
Tom Jones ha anche fatto parte di diverse produzioni cinematografiche. Protagonista nei cast di alcune serie televisive, come This Is Tom Jones e Tom Jones: The Right Time, ha altresì interpretato sé stesso in alcuni film, come, ad esempio, Mars Attacks! di Tim Burton (1996) e in alcune serie televisive, come Willy, il principe di Bel-Air e I Simpson (1992).

## Vita privata
Nel corso di tutta la sua carriera, nonostante le numerose frequentazioni sporadiche con altre donne, Tom Jones non ha mai divorziato da sua moglie, Melinda Rose Trenchard. Il loro matrimonio, tra alti e bassi, è durato per quasi sessant'anni fino al 2016, anno della morte di Melinda.
Nel 2017, a nove mesi dalla morte della moglie, il cantante gallese ha cominciato a frequentare sempre più assiduamente Priscilla Presley, ex moglie del suo amico Elvis Presley.
Tom Jones è profondamente religioso, e la sua fede cristiana ha influenzato diversi suoi lavori discografici, soprattutto a partire dagli anni 2010. In varie interviste Jones ha evidenziato come, secondo lui, Dio gli abbia riservato il dono di una voce così longeva e potente.

## Onorificenze e premi

### Premi
- 1966 - Grammy Award; Miglior artista esordiente
- 1970 -Golden Globe come migliore attore; Per la sua partecipazione al programma This Is Tom Jones
- 1989 - MTV Video Music Award; Per il video musicale di "Kiss"
- 1989 - Hollywood Walk of Fame, 6608 Hollywood Boulevard[33]